# جام ملت‌های اروپای زنان
جام ملت‌های اروپای زنان (به انگلیسی: UEFA Women's Championship) بالاترین سطح مسابقات ملی فوتبال زنان در قاره اروپا است. این جام برابر جام ملت های مردان اروپا است که زیر نظر یوفا به میدان می روند. تیم ملی فوتبال زنان آلمان با ۸ عنوان قهرمانی پرافتخارترین تیم این مسابقات است. این جام در سال ۱۹۸۲ بنیان نهاده شد.
زمان برگزاری آن مثل بسیاری از تورنمنت‌های معتبر دیگر تبدیل به هر چهار سال یکبار شده‌است و یکی از اصلی‌ترین رقابتهای فوتبال زنان به‌شمار می‌رود که بین کشورهای عضو اتحادیه فوتبال اروپا انجام می‌شود. این رقابت‌ها معادل جام ملت‌های اروپا در فوتبال مردان می‌باشد. این رقابتها در اوایل سال‌های ۱۹۸۰ با نام رقابتهای اروپایی یوفا برای تیم‌های زنان آغاز شد. با افزایش محبوبیت فوتبال میان زنان این رقابتها توسط یوفا با عنوان قهرمانان اروپا شکل گرفت. تا کنون هشت دوره از نسخه جدید مسابقات فوتبال زنان اروپا که پس از سه دوره قدیمیتر خود که با عنوان رقابت‌های اروپایی برای تیم‌های نماینده زنان که با نام غیررسمی جام اروپا شناخته می‌شد برگزار شده‌است.

## پیشینه
تورنومنت غیررسمی فوتبال زنان اروپا در سال ۱۹۶۹ و ۱۹۷۹ در ایتالیا برگزار شد. (که ایتالیا و دانمارک به ترتیب قهرمان شدند) اما هیچ مسابقهٔ رسمی بین‌المللی تا سال ۱۹۸۴ که یوفا اولین دوره انتخابی مسابقات زنان جام یوفا ۱۹۸۴ برگزار کرد انجام نشد. در ۱۹۸۴ سوئد با پیروزی در فینال قهرمان شد. تیم ملی فوتبال زنان نروژ در فینال مسابقات فوتبال زنان اروپا ۱۹۸۷ پیروز شد و قهرمان این دوره از رقابتها شد. از آن پس مسابقات قهرمانان اروپا تحت سلطه تیم ملی فوتبال زنان آلمان قرار گرفته و این تیم توانسته قهرمانی هشت دوره از نه دورهٔ برگزار شدهٔ این تورنومنت تنها با یک قطعی توسط نروژ در سال ۱۹۹۳ را از آن خود کند. قهرمانی سال ۲۰۱۳ آلمان ششمین قهرمانی پی در پی آن‌ها بوده‌است.

## توسعه
این تورنومنت در ابتدا با چهار تیم آغاز شد. در نسخه اصلاح شده ۱۹۹۷ برای اولین بار با حضور هشت تیم برگزار شد. پس از آن در سال ۲۰۰۹ تعداد تیم‌ها به دوازده تیم افزایش پیدا کرد. از سال ۲۰۱۷ به بعد این رقابتها با ۱۶ تیم انجام می‌شود.

## نتایج

### رقابتهای اروپایی یوفا برای تیم‌های زنان
| سال         | میزبان                               |            | فینال            | فینال       | فینال             |                   | دیدار رده‌بندی     | دیدار رده‌بندی | دیدار رده‌بندی |  | تعداد تیم‌ها |
| سال         | میزبان                               | قهرمان     | نتیجه            | نایب قهرمان | مقام سوم          | نتیجه             | مقام چهارم        |               |               |  | تعداد تیم‌ها |
| ۱۹۸۴ جزئیات | فینال به صورت رفت و برگشتی برگزار شد | سوئد       | ۱–۰ ۰–۱ ۴–۳ (پ.) | انگلستان    | دانمارک و ایتالیا | دانمارک و ایتالیا | دانمارک و ایتالیا | ۴             |               |  |             |
| ۱۹۸۷ جزئیات | نروژ                                 | نروژ       | ۲–۱              | سوئد        | ایتالیا           | ۲–۱               | انگلستان          | ۴             |               |  |             |
| ۱۹۸۹ جزئیات | آلمان غربی                           | آلمان غربی | ۴–۱              | نروژ        | سوئد              | ۲–۱ (و.ا.)        | ایتالیا           | ۴             |               |  |             |

### مسابقات فوتبال زنان اروپا
| ۱۹۹۱ جزئیات | دانمارک   | آلمان    | ۳–۱ (و.ا.) | نروژ        | دانمارک            | ۲–۱ (و.ا.)         | ایتالیا            | ۴          |
| ۱۹۹۳ جزئیات | ایتالیا   | نروژ     | ۱–۰        | ایتالیا     | دانمارک            | ۳–۱                | آلمان              | ۴          |
| سال         | میزبان    | سال      | سال        | سال         | بازندگان نیمه‌نهایی | بازندگان نیمه‌نهایی | بازندگان نیمه‌نهایی | شمار تیم‌ها |
| سال         | میزبان    | قهرمان   | نتیجه      | نایب قهرمان | بازندگان نیمه‌نهایی | بازندگان نیمه‌نهایی | بازندگان نیمه‌نهایی | شمار تیم‌ها |
| ۱۹۹۵ جزئیات | آلمان     | آلمان    | ۳–۲        | سوئد        | انگلستان و نروژ    | انگلستان و نروژ    | انگلستان و نروژ    | ۴          |
| ۱۹۹۷ جزئیات | نروژ سوئد | آلمان    | ۲–۰        | ایتالیا     | اسپانیا و سوئد     | اسپانیا و سوئد     | اسپانیا و سوئد     | ۸          |
| ۲۰۰۱ جزئیات | آلمان     | آلمان    | ۱–۰ (گ.ط.) | سوئد        | دانمارک و نروژ     | دانمارک و نروژ     | دانمارک و نروژ     | ۸          |
| ۲۰۰۵ جزئیات | انگلستان  | آلمان    | ۳–۱        | نروژ        | فنلاند و سوئد      | فنلاند و سوئد      | فنلاند و سوئد      | ۸          |
| ۲۰۰۹ جزئیات | فنلاند    | آلمان    | ۶–۲        | انگلستان    | هلند و نروژ        | هلند و نروژ        | هلند و نروژ        | ۱۲         |
| ۲۰۱۳ جزئیات | سوئد      | آلمان    | ۱–۰        | نروژ        | دانمارک و سوئد     | دانمارک و سوئد     | دانمارک و سوئد     | ۱۲         |
| ۲۰۱۷ جزئیات | هلند      | هلند     | ۴–۳        | دانمارک     | اتریش و انگلستان   | اتریش و انگلستان   | اتریش و انگلستان   | ۱۶         |
| ۲۰۲۲ جزئیات | انگلستان  | انگلستان | ۲–۱        | آلمان       | فرانسه و سوئد      | فرانسه و سوئد      | فرانسه و سوئد      | ۱۶         |

- و. ا. نشان دهنده پس از وقت اضافه
- گ. ط. نشان دهنده گل طلایی
- پ. نشان دهنده پس از ضربات پنالتی

### تیم‌های راه یافته به جمع چهار تیم برتر
| تیم      | قهرمان                                             | نایب قهرمان                | مقام سوم       | تیم‌های راه یافته به نیمه نهایی | مقام چهارم     | مجموع |
| -------- | -------------------------------------------------- | -------------------------- | -------------- | ------------------------------ | -------------- | ----- |
| آلمان    | ۸ (۱۹۸۹، ۱۹۹۱، ۱۹۹۵، ۱۹۹۷، ۲۰۰۱، ۲۰۰۵، ۲۰۰۹، ۲۰۱۳) | ۱ (۲۰۲۲)                   | –              | –                              | ۱ (۱۹۹۳)       | ۱۰    |
| نروژ     | ۲ (۱۹۸۷، ۱۹۹۳)                                     | ۴ (۱۹۸۹، ۱۹۹۱، ۲۰۰۵، ۲۰۱۳) | –              | ۳ (۱۹۹۵، ۲۰۰۱، ۲۰۰۹)           | –              | ۹     |
| سوئد     | ۱ (۱۹۸۴)                                           | ۳ (۱۹۸۷، ۱۹۹۵، ۲۰۰۱)       | ۱ (۱۹۸۹)       | ۴ (۱۹۹۷، ۲۰۰۵، ۲۰۱۳)، ۲۰۲۲)    | –              | ۹     |
| هلند     | ۱ (۲۰۱۷)                                           | –                          | –              | ۱ (۲۰۰۹)                       | –              | ۲     |
| ایتالیا  | –                                                  | ۲ (۱۹۹۳، ۱۹۹۷)             | ۱ (۱۹۸۷)       | ۱ (۱۹۸۴)                       | ۲ (۱۹۸۹، ۱۹۹۱) | ۶     |
| انگلستان | ۱ (۲۰۲۲)                                           | ۲ (۱۹۸۴، ۲۰۰۹)             | –              | ۲ (۱۹۹۵)، (۲۰۱۷)               | ۱ (۱۹۸۷)       | ۶     |
| دانمارک  | –                                                  | ۱ (۲۰۱۷)                   | ۲ (۱۹۹۱، ۱۹۹۳) | ۳ (۱۹۸۴، ۲۰۰۱، ۲۰۱۳)           | –              | ۶     |
| اسپانیا  | –                                                  | –                          | –              | ۱ (۱۹۹۷)                       | –              | ۱     |
| فنلاند   | –                                                  | –                          | –              | ۱ (۲۰۰۵)                       | –              | ۱     |
| اتریش    | –                                                  | –                          | –              | ۱ (۲۰۱۷)                       | -              | ۱     |
| مجموع    | ۱۳                                                 | ۱۳                         | ۴              | ۱۷                             | ۴              | ۵۱    |

## خلاصه اطلاعات مربوط به تیم‌ها

### جزئیات اطلاعات حضور هر تیم
- سال اولین حضور هر تیم

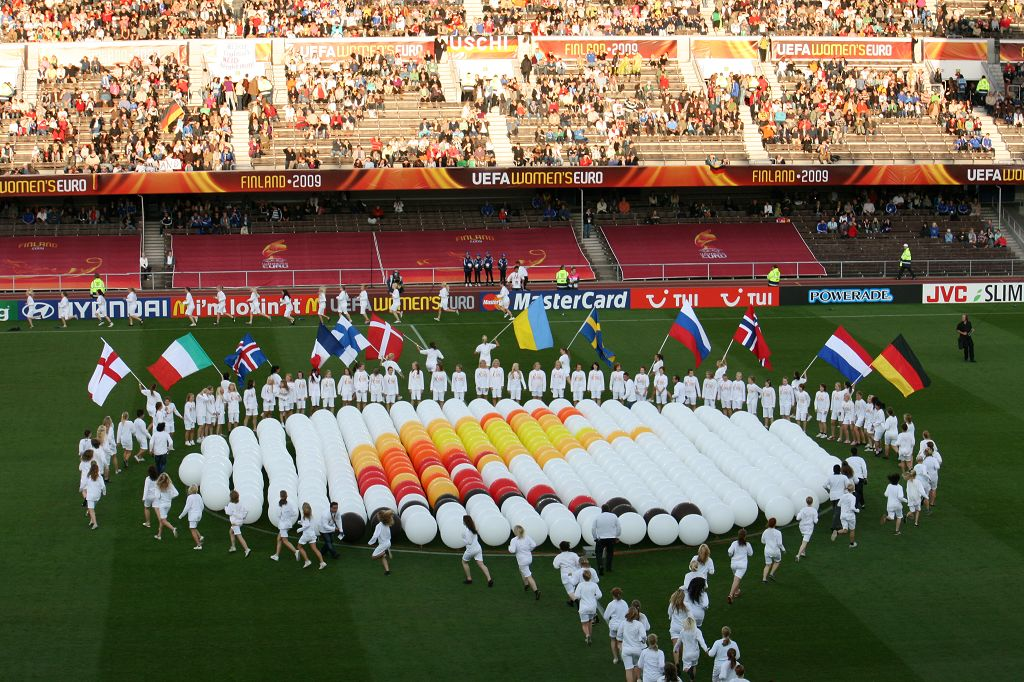
مراسم پیش از شروع بازی فینال مسابقات فوتبال زنان اروپا ۲۰۰۹ (مسابقه آلمان و انگلیس) ورزشگاه المپیک هلسینکی در شهر هلسینکی، فنلاند

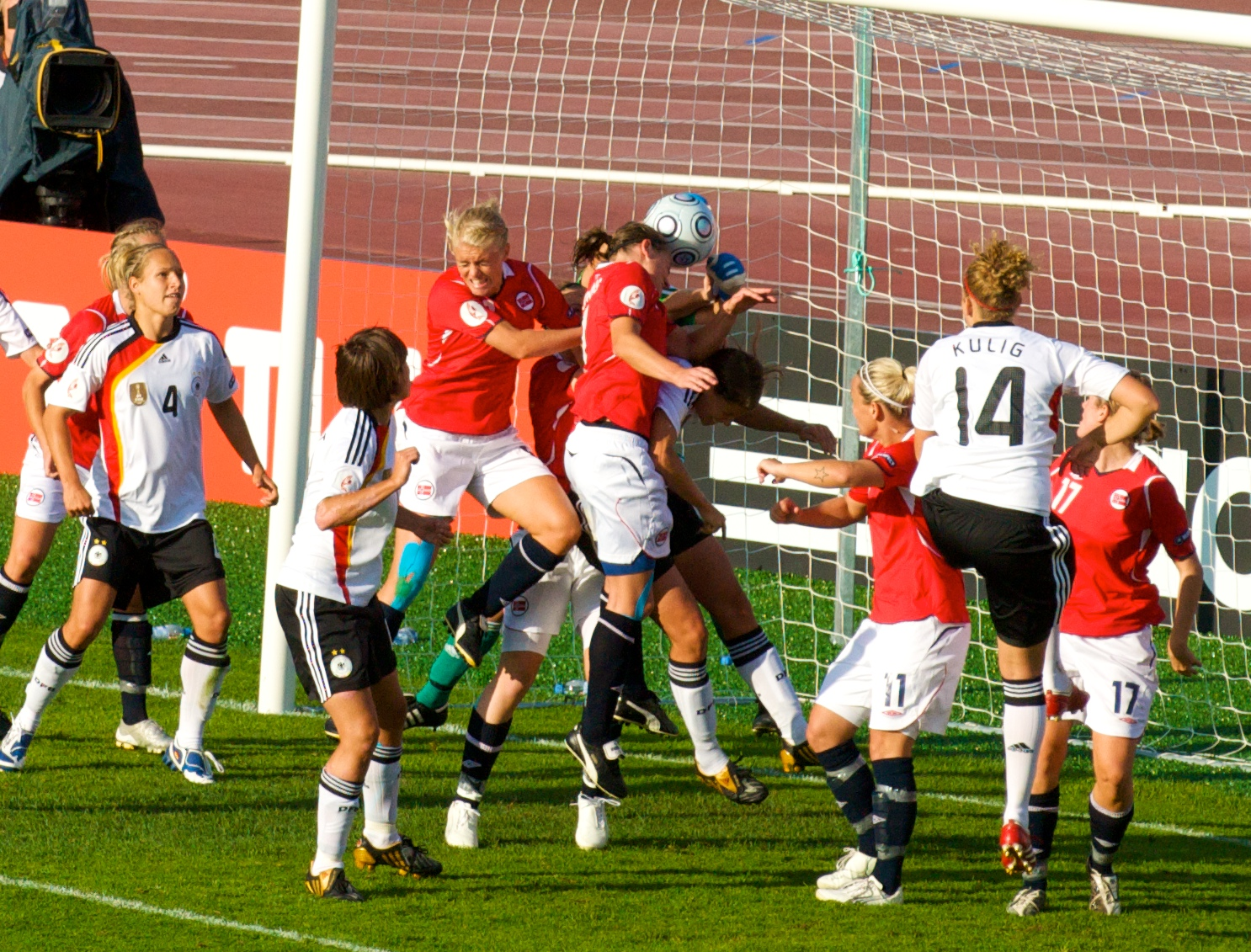
بازیکنان در جنگ برای تصاحب توپ در مسابقه بین تیم‌های آلمان و نروژ در مسابقات جام زنان اروپا ۲۰۰۹ در تامپره فنلاند.

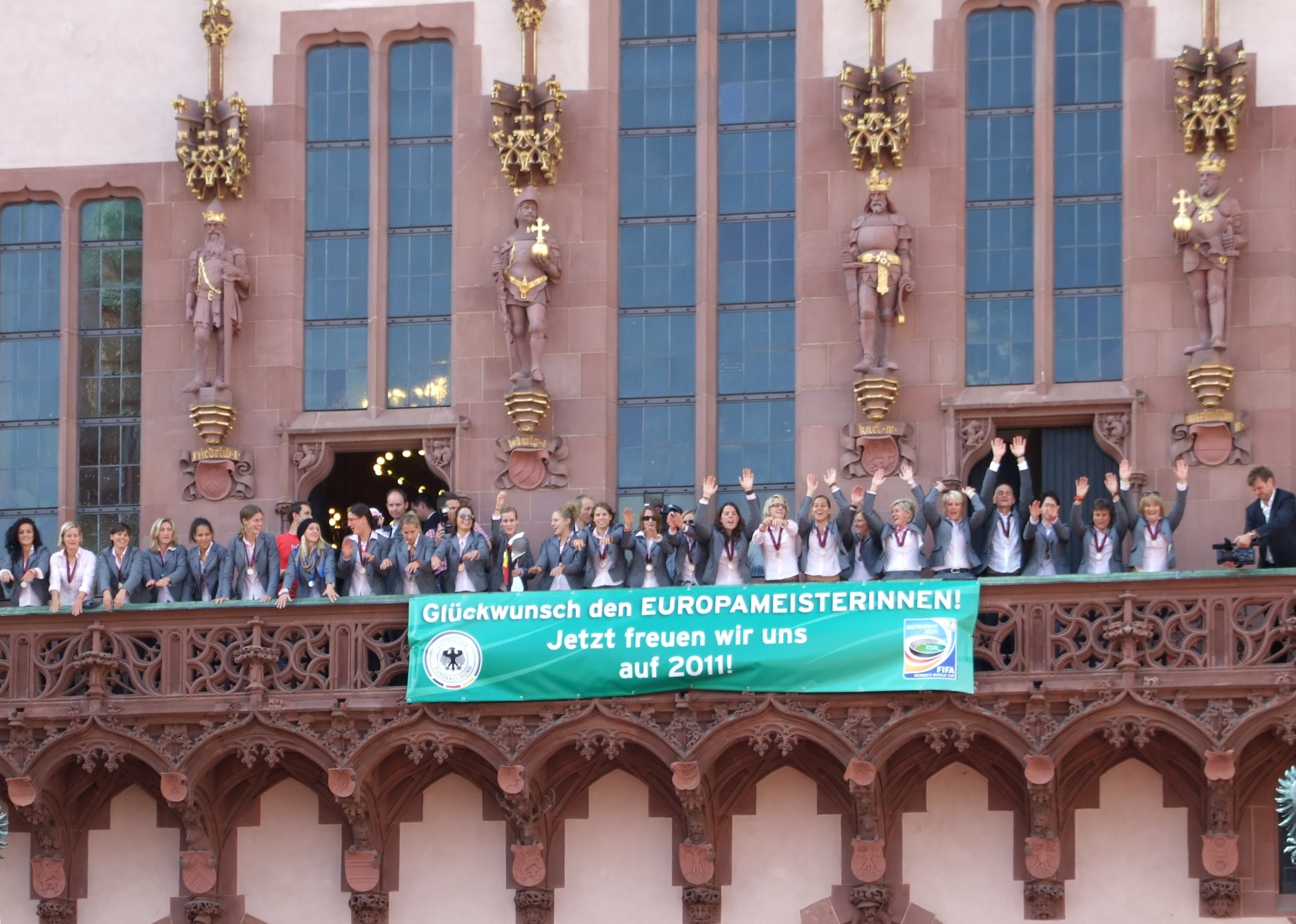
, جشن استقبال از تیم زنان آلمان بعد از ورود به فرانکفورت پس از قهرمانی در مسابقات فوتبال زنان ۲۰۰۹ بر روی بالکن ساختمان مرکزی شهر فرانکفورت به نام «رومر» (Römer)

  - ۱۹۸۴: دانمارک، انگلیس، ایتالیا، سوئد
  - ۱۹۸۷: نروژ
  - ۱۹۸۹: آلمان
  - ۱۹۹۷: فرانسه، روسیه، اسپانیا
  - ۲۰۰۵: فنلاند
  - ۲۰۰۹: ایسلند، هلند، اوکراین
  - ۲۰۱۷: سوئیس، استرالیا، پرتغال، بلژیک، اسکاتلند

علائم و اختصارات
- 1st – قهرمان
- 2nd – نایب قهرمان
- 3rd – عنوان سوم (پس از سال ۱۹۹۳ تعیین نمی‌شود)
- 4th – چهارم (پس از سال ۱۹۹۳ تعیین نمی‌شود)
- SF – نیمه نهایی (از سال ۱۹۹۵)
- QF – یک چهارم نهایی (از سال ۲۰۰۹)
- GS – مرحله گروهی
- Q — واجد جواز حضور در رقابتهای آینده
- • — موفق به کسب جواز حضور در رقابتهای آینده نشده‌است.
- × — وارد نشده
- — میزبان

برای هر یک از تورنومنت‌ها، تعداد حضور هر کدام ازتیم‌ها در فینال (در داخل پرانتز) نمایش داده شده‌اند.
| تیم      | ۱۹۸۴ (۴)                   | ۱۹۸۷ (۴)                   | ۱۹۸۹ (۴)                   | ۱۹۹۱ (۴)                   | ۱۹۹۳ (۴) | ۱۹۹۵ (۴) | ۱۹۹۷ (۸) | ۲۰۰۱ (۸) | ۲۰۰۵ (۸) | ۲۰۰۹ (۱۲) | ۲۰۱۳ (۱۲) | ۲۰۱۷ (۱۶) | تعداد سال‌های حضور در رقابتها |
| -------- | -------------------------- | -------------------------- | -------------------------- | -------------------------- | -------- | -------- | -------- | -------- | -------- | --------- | --------- | --------- | ---------------------------- |
| دانمارک  | SF                         | •                          | •                          | 3rd                        | 3rd      | •        | GS       | SF       | GS       | GS        | SF        |           | ۸                            |
| انگلستان | 2nd                        | 4th                        | •                          | •                          | •        | SF       | •        | GS       | GS       | 2nd       | GS        | Q         | ۸                            |
| فنلاند   | •                          | •                          | •                          | •                          | •        | •        | •        | •        | SF       | QF        | GS        |           | ۳                            |
| فرانسه   | •                          | •                          | •                          | •                          | •        | •        | GS       | GS       | GS       | QF        | QF        | Q         | ۶                            |
| آلمان    | •                          | •                          | 1st                        | 1st                        | 4th      | 1st      | 1st      | 1st      | 1st      | 1st       | 1st       | Q         | ۱۰                           |
| ایسلند   | •                          | ×                          | ×                          | ×                          | •        | •        | •        | •        | •        | GS        | QF        |           | ۲                            |
| ایتالیا  | SF                         | 3rd                        | 4th                        | 4th                        | 2nd      | •        | 2nd      | GS       | GS       | QF        | QF        |           | ۱۰                           |
| هلند     | •                          | •                          | •                          | •                          | •        | •        | •        | •        | •        | SF        | GS        | Q         | ۳                            |
| نروژ     | •                          | 1st                        | 2nd                        | 2nd                        | 1st      | SF       | GS       | SF       | 2nd      | SF        | 2nd       | Q         | ۱۱                           |
| روسیه    | ×                          | ×                          | ×                          | ×                          | •        | •        | GS       | GS       | •        | GS        | GS        |           | ۴                            |
| اسپانیا  | ×                          | •                          | •                          | •                          | •        | •        | SF       | •        | •        | •         | QF        | Q         | ۳                            |
| سوئد     | 1st                        | 2nd                        | 3rd                        | •                          | •        | 2nd      | SF       | 2nd      | SF       | QF        | SF        |           | ۹                            |
| سوئیس    | •                          | •                          | •                          | •                          | •        | •        | •        | •        | •        | •         | •         | Q         | ۱                            |
| اوکراین  | بخشی از اتحاد جماهیر شوروی | بخشی از اتحاد جماهیر شوروی | بخشی از اتحاد جماهیر شوروی | بخشی از اتحاد جماهیر شوروی | ×        | •        | •        | •        | •        | GS        | •         |           | ۱                            |

| سال  | کشور میزبان | نتیجه          |
| ---- | ----------- | -------------- |
| ۱۹۸۷ | نروژ        | قهرمان         |
| ۱۹۸۹ | آلمان غربی  | قهرمان         |
| ۱۹۹۱ | دانمارک     | مقام سوم       |
| ۱۹۹۳ | ایتالیا     | نایب قهرمان    |
| ۱۹۹۵ | آلمان       | قهرمان         |
| ۱۹۹۷ | نروژ        | مرحله گروهی    |
| ۱۹۹۷ | سوئد        | نیمه نهایی     |
| ۲۰۰۱ | آلمان       | قهرمان         |
| ۲۰۰۵ | انگلستان    | مرحله گروهی    |
| ۲۰۰۹ | فنلاند      | یک چهارم نهایی |
| ۲۰۱۳ | سوئد        | نیمه نهایی     |

| سال  | مدافع قهرمانی | نتیجه              |
| ---- | ------------- | ------------------ |
| ۱۹۸۷ | سوئد          | نایب قهرمان        |
| ۱۹۸۹ | نروژ          | نایب قهرمان        |
| ۱۹۹۱ | آلمان         | قهرمان             |
| ۱۹۹۳ | آلمان         | چهارم              |
| ۱۹۹۵ | نروژ          | حضور در نیمه نهایی |
| ۱۹۹۷ | آلمان         | قهرمان             |
| ۲۰۰۱ | آلمان         | قهرمان             |
| ۲۰۰۵ | آلمان         | قهرمان             |
| ۲۰۰۹ | آلمان         | قهرمان             |
| ۲۰۱۳ | آلمان         | قهرمان             |

### آمار کلی
| تیم      | Part | بازی | برد | تساوی | باخت | گل زده | گل خورده | تفاضل گل | امتیاز |
| -------- | ---- | ---- | --- | ----- | ---- | ------ | -------- | -------- | ------ |
| آلمان    | ۹    | ۳۹   | ۳۲  | ۵     | ۲    | ۱۰۴    | ۲۳       | +۸۱      | ۱۰۱    |
| سوئد     | ۹    | ۳۴   | ۱۹  | ۴     | ۱۱   | ۶۴     | ۴۱       | +۲۳      | ۶۱     |
| نروژ     | ۱۰   | ۳۳   | ۱۵  | ۷     | ۱۱   | ۴۷     | ۴۴       | +۳       | ۵۲     |
| ایتالیا  | ۱۰   | ۲۸   | ۸   | ۵     | ۱۵   | ۳۳     | ۴۸       | -۱۲      | ۲۹     |
| فرانسه   | ۵    | ۱۷   | ۷   | ۴     | ۶    | ۲۶     | ۲۶       | ۰        | ۲۵     |
| دانمارک  | ۸    | ۲۴   | ۶   | ۷     | ۱۱   | ۲۶     | ۳۵       | -۹       | ۲۵     |
| انگلستان | ۷    | ۲۳   | ۷   | ۳     | ۱۳   | ۲۹     | ۴۷       | -۱۸      | ۲۴     |
| فنلاند   | ۳    | ۱۱   | ۳   | ۳     | ۵    | ۱۱     | ۱۹       | -۸       | ۱۲     |
| روسیه    | ۴    | ۱۲   | ۳   | ۰     | ۹    | ۸      | ۲۶       | -۱۸      | ۹      |
| هلند     | ۲    | ۸    | ۲   | ۲     | ۴    | ۶      | ۷        | -۱       | ۸      |
| اسپانیا  | ۲    | ۸    | ۲   | ۲     | ۴    | ۸      | ۱۱       | -۳       | ۸      |
| ایسلند   | ۲    | ۷    | ۱   | ۱     | ۵    | ۵      | ۱۳       | -۸       | ۴      |
| اوکراین  | ۱    | ۳    | ۱   | ۰     | ۲    | ۲      | ۴        | -۲       | ۳      |

## آمارهای تورنومنت

### بازی‌های انجام شده با بیشترین تعداد تماشاگر
- ۴۱٬۳۰۱ نفر – بازی آلمان در مقابل نروژ، ورزشگاه فرندز آرنا، سولنا (فینال سال ۲۰۱۳)
- ۲۹٬۰۹۲ نفر – بازی انگلیس در مقابل فنلاند، ورزشگاه شهر منچستر، منچستر (مرحله گروهی سال ۲۰۰۵)
- ۲۵٬۶۹۴ نفر – بازی انگلیس در مقابل سوئد، اوود پارک، بلکبرن (مرحله گروهی سال ۲۰۰۵)
- ۲۲٬۰۰۰ نفر – بازی آلمان غربی در مقابل نروژ، ورزشگاه اسناتل آرنا، اسنابروک (فینال سال ۱۹۸۹)
- ۲۱٬۱۰۵ نفر – بازی آلمان در مقابل نروژ، ایوود پارک، بلکبرن (۲۰۰۵ فینال)
- ۱۸٬۰۰۰ نفر – بازی آلمان در مقابل سوئد، ورزشگاه دونا استادیون، اولم (مرحله گروهی سال ۲۰۰۱)
- ۱۶٬۶۰۸ نفر– بازی سوئد در مقابل آلمان، ورزشگاه گاملا اولوی، یوتبری (نیمه نهایی سال ۲۰۱۳)
- ۱۶٬۴۱۴ نفر– بازی فنلاند در مقابل سوئد، ورزشگاه گاملا اولوی، یوتبری (مرحله گروهی سال ۲۰۱۳)
- ۱۶٬۳۳۴ نفر – بازی فنلاند در مقابل دانمارک، ورزشگاه المپیک هلسینکی، هلسینکی (مرحله گروهی سال ۲۰۰۹)
- ۱۶٬۱۴۸ نفر – بازی هلند در مقابل فنلاند، ورزشگاه المپیک هلسینکی، هلسینکی (مرحله گروهی سال ۲۰۰۹)

### بهترین گلزنان تمامی دوران
| رتبه | نام              | جام ملتهای اروپا | جام ملتهای اروپا | جام ملتهای اروپا | جام ملتهای اروپا | جام ملتهای اروپا | جام ملتهای اروپا | جام ملتهای اروپا | جام ملتهای اروپا | جام ملتهای اروپا | جام ملتهای اروپا | جام ملتهای اروپا | مجموع گلهای زده |
| رتبه | نام              | ۱۹۸۴             | ۱۹۸۷             | ۱۹۸۹             | ۱۹۹۱             | ۱۹۹۳             | ۱۹۹۵             | ۱۹۹۷             | ۲۰۰۱             | ۲۰۰۵             | ۲۰۰۹             | ۲۰۱۳             | مجموع گلهای زده |
| ---- | ---------------- | ---------------- | ---------------- | ---------------- | ---------------- | ---------------- | ---------------- | ---------------- | ---------------- | ---------------- | ---------------- | ---------------- | --------------- |
| ۱    | اینکا گرینگز     |                  |                  |                  |                  |                  |                  | ۰                |                  | ۴                | ۶                |                  | ۱۰              |
| ۱    | بیرگیت پرینتس    |                  |                  |                  |                  |                  | ۲                | ۲                | ۱                | ۳                | ۲                |                  | ۱۰              |
| ۳    | کارولینا موراچه  | ۲                | ۱                | ۰                | ۰                | ۱                |                  | 4                |                  |                  |                  |                  | ۸               |
| ۳    | هایدی مور        |                  |                  | ۱                | ۴                | ۱                | ۲                |                  |                  |                  |                  |                  | ۸               |
| ۴    | هانا لیونبرگ     |                  |                  |                  |                  |                  |                  | ۱                | ۲                | ۳                |                  |                  | ۶               |
| ۴    | لوتا شلین        |                  |                  |                  |                  |                  |                  |                  |                  | ۰                | ۱                | ۵                | ۶               |
| ۷    | ملانیا گابیادینی |                  |                  |                  |                  |                  |                  |                  |                  | ۲                | ۱                | ۲                | ۵               |
| ۷    | سولوی گولبراندسن |                  |                  |                  |                  |                  |                  |                  | ۰                | ۳                | ۰                | ۲                | ۵               |
| ۷    | مرن ماینارت      |                  |                  |                  |                  | ۱                | ۱                | ۱                | ۲                |                  |                  |                  | ۵               |
| ۷    | پاتریزیا پانیکو  |                  |                  |                  |                  |                  |                  | ۱                | ۲                | ۰                | ۲                | ۰                | ۵               |
| ۷    | لینا ویدیکول     | ۰                | ۱                | ۱                |                  |                  | ۳                |                  |                  |                  |                  |                  | ۵               |
| ۷    | بتینا ویگمن      |                  |                  |                  | ۰                | ۰                | ۲                | ۱                | ۲                |                  |                  |                  | ۵               |

### بهترین گلزنان تورنومنت
| سال  | بازیکن                                      | بیشترین مسابقات | تعداد گلها |
| ---- | ------------------------------------------- | --------------- | ---------- |
| ۱۹۸۴ | پیا سوندهاگه                                | ۴               | ۳          |
| ۱۹۸۷ | تروده ستندال                                | ۲               | ۳          |
| ۱۹۸۹ | سیسل گرود اوزولا لون                        | ۲               | ۲          |
| ۱۹۹۱ | هایدی مور                                   | ۲               | ۴          |
| ۱۹۹۳ | سوزان مکنزی                                 | ۲               | ۲          |
| ۱۹۹۵ | لینا ویدیکول                                | ۳               | ۳          |
| ۱۹۹۷ | کارولینا موراچه ماریان پترسون آنژلیکا روهوس | ۵               | ۴          |
| ۲۰۰۱ | کلاودیا مولر زاندرا اسمیزک                  | ۵               | ۳          |
| ۲۰۰۵ | اینکا گرینگز                                | ۵               | ۴          |
| ۲۰۰۹ | اینکا گرینگز                                | ۶               | ۶          |
| ۲۰۱۳ | لوتا شلین                                   | ۶               | ۵          |
| ۲۰۱۷ | جودی تیلور                                  | ۶               | ۵          |

### بازیکنان طلایی تورنومنت
| سال  | بازیکن          |
| ---- | --------------- |
| ۱۹۸۴ | پیا سوندهاگه    |
| ۱۹۸۷ | هایدی استوره    |
| ۱۹۸۹ | دوریس فیتشن     |
| ۱۹۹۱ | زیلویا ناید     |
| ۱۹۹۳ | هگه ریسا        |
| ۱۹۹۵ | بیرگیت پرینتس   |
| ۱۹۹۷ | کارولینا موراچه |
| ۲۰۰۱ | هانا لیونبرگ    |
| ۲۰۰۵ | آننه مکینن      |
| ۲۰۰۹ | اینکا گرینگز    |
| ۲۰۱۳ | نادین آنگرر     |
| ۲۰۱۷ | لیک مارتنس      |